# Штриговець
Штриговець (хорв. Štrigovec) — населений пункт у Хорватії, в Копривницько-Крижевецькій жупанії у складі громади Горня Рієка.

## Населення
Населення за даними перепису 2011 року становило 37 осіб.
Динаміка чисельності населення поселення: